# Assassinio allo specchio (film 1980)
Assassinio allo specchio (The Mirror Crack'd) è un film del 1980 diretto da Guy Hamilton.
Il soggetto è tratto dall'omonimo romanzo di Agatha Christie; i protagonisti sono Angela Lansbury, Elizabeth Taylor, Geraldine Chaplin, Rock Hudson, Tony Curtis e Kim Novak.

## Trama
1953. Il paesino fittizio inglese di St. Mary Mead è in fermento per l'arrivo di una troupe di Hollywood venuta a girare un film sulla regina di Scozia Maria Stuarda, nel quale il ruolo della protagonista sarà interpretato dalla famosa attrice Marina Gregg, tornata a recitare dopo anni di assenza dallo schermo; il lungometraggio sarà diretto dal marito Jason Rudd, e del cast farà parte anche l'acerrima rivale Lola Brewster, un tempo fidanzata di Jason e ora sposata al produttore del film Martin N. Fenn. Ad accompagnare la troupe c'è anche Ella Zielisnky, la segretaria di Jason.
Per celebrare l'arrivo delle dive viene organizzato un ricevimento, durante il quale si percepisce una forte tensione tra Lola e Marina, che si insultano vicendevolmente; in seguito Marina viene avvicinata da una sua accanita fan, Heather Babcock, che le racconta di un episodio avvenuto molti anni prima, durante la Seconda Guerra Mondiale: la donna, all'epoca adolescente, aveva assistito a uno spettacolo teatrale della grande attrice nonostante in quel momento fosse molto ammalata, ed era riuscita perfino a incontrarla di persona. Poco dopo, Heather Babcock muore improvvisamente, avvelenata per mezzo di un cocktail.
L'omicidio appare da subito molto enigmatico, perché nessuno avrebbe avuto un vero movente per uccidere la Babcock; a occuparsi del caso è l'ispettore di Scotland Yard Dermot Craddock, nipote dell'anziana Miss Marple, la quale viene subito coinvolta nelle indagini. Grazie alla testimonianza di Cherry, cameriera al party nonché domestica di Miss Marple, la donna scopre che la vittima aveva rovesciato sbadatamente il suo drink poco prima di bere il cocktail fatale, il quale le era stato porto da Marina: tutti si convincono che la vittima predestinata fosse quest'ultima, e che solo per pura fatalità sia scampata all'avvelenamento. 
Costretta a letto da un infortunio Miss Marple non può indagare attivamente, mentre Craddock interroga le persone presenti al party; scopre quindi che Marina, a dispetto dell'apparenza semplice e cordiale, ha un temperamento estremamente nevrotico che le ha guadagnato l'odio e il rancore di molte persone: i sospetti ricadono dunque su Ella, segretamente innamorata di Jason, e su Lola, che le imputa di aver avuto comportamenti poco corretti per ottenere il successo. La situazione si aggrava quando Marina evita fortunosamente di bere da una tazza di caffè nel quale è stato disciolto dell'arsenico.
Poco dopo questo avvenimento Ella si reca a un telefono pubblico e chiama quello che lei ritiene essere l'omicida per ricattarlo, ma al suo rientro a casa viene avvelenata mediante lo spray nasale contro il suo raffreddore da fieno. Miss Marple intanto si rimette dall'infortunio e può recarsi di persona sui luoghi del delitto; indagando nel passato delle persone coinvolte nel caso, giunge finalmente alla verità: l'assassino è la stessa Marina.
Il movente è da ricercare nell'episodio che Heather Babcock le aveva raccontato al ricevimento: all'epoca del loro primo incontro la Babcock era affetta da rosolia, malattia generalmente innocua ma pericolosa per le donne incinte; dando un innocente bacio a Marina l'aveva inconsapevolmente contagiata senza sapere che l'attrice aspettasse un bambino, il quale era poi nato con un grave ritardo mentale, cosa che aveva precipitato l'attrice nella disperazione e nella prosternazione psicologica. Nel trovarsi di fronte alla responsabile del dramma, Marina aveva perso la ragione e aveva avvelenato il suo cocktail per poi offrirlo alla vittima dopo averle fatto rovesciare il proprio. L'attrice aveva poi avvelenato il suo stesso caffè e inscenato la scoperta del secondo attentato per far credere che lei fosse la vittima designata e non l'omicida. Ella, invece, non aveva realmente scoperto chi fosse l'assassino: aveva fatto la stessa telefonata minatoria sia a Marina che a Lola, sperando di allontanare l'attrice dal suo amato Jason, causando così la sua stessa morte.
Jason conferma a Miss Marple che la sua ricostruzione dei fatti è corretta, e che lui stesso era giunto alla soluzione; rivela a quel punto di aver ucciso Marina avvelenando la sua cioccolata, per evitarle l'onta del processo; in effetti l'attrice giace morta nella propria stanza da letto. L'investigatrice, tuttavia, scopre che la bevanda servita alla donna è ancora intatta, pertanto conclude che Marina abbia preferito suicidarsi dopo aver compreso che, in seguito al secondo omicidio, sarebbe stata presto scoperta. Prima di andar via Miss Marple allevia la pena di Jason, dicendogli che nessun altro pagherà per la colpa di Marina, visto che lei stessa ha scelto di scontarla nella maniera più drammatica.

## Curiosità
- Nel film fa una comparsa anche  l'allora sconosciuto Pierce Brosnan.
- La pellicola, chiaro tributo al mondo del cinema e peraltro interpretato da molte famose star hollywoodiane, si apre coerentemente con un omaggio a se stesso: un film nel film ispirato a Murder at Midnight del 1931. Attraverso questo espediente viene introdotto il personaggio di Miss Marple, con la sua astuzia e la sua capacità di osservazione investigativa.
- Un ruolo importante nella risoluzione del caso ha il fatto che l’assassina ha perso un bambino colpito dalla rosolia congenita, cioè trasmessa dalla stessa madre, a sua volta infettata durante la gravidanza dalla vittima. Il personaggio di cognome fa Gregg, e Gregg è anche la triade di sintomi caratteristica della rosolia congenita, dal nome del medico Norman Gregg che aveva scoperto la malattia.
- Il titolo del romanzo originario di Agatha Christie, del 1962 e da cui è stato tratto il film, è The Mirror Crack’d from Side to Side, in Italia Assassinio allo specchio (romanzo) e richiama i versi del poema Lady of Shalott di Alfred Tennyson, di cui la Christie era affezionata lettrice, opera peraltro citata più volte nei suoi vari romanzi.
- Nell'elaborazione della locandina del film, è infatti visibile il volto di Elaine di Astolat meglio nota come Lady of Shalott, raffigurata dal pittore inglese preraffaellita John William Waterhouse, nella versione del 1894.
- Tale film non va confuso con l'omonimo film Assassinio allo specchio (Murder with mirrors) del 1985 di Dick Lowry con Helen Hayes, Bette Davis, John Mills, Leo McKern, sempre della serie di Miss Marple, tratto dal romanzo di Agatha Christie Miss Marple: giochi di prestigio (They did it with mirrors, conosciuto negli Usa come Murder with mirrors). Dai due libri sono stati tratti anche due film per la televisione, che in Italia hanno a loro volta lo stesso titolo dei lungometraggi: Assassinio allo specchio (Murder with mirrors), ispirato a Miss Marple: giochi di prestigio, e Assassinio allo specchio dal romanzo The Mirror Crack'd from Side to Side.